# Нина Гавазова
Нина Пламенова Гавазова (родена на 16 септември 1977 г.) е българска актриса.

## Детство и образование
През 1996 г. завършва 93-то СОУ „Александър Балан“ със специалност „Мениджмънт“. Успоредно със средното си образование учи като частна ученичка във Втора английска езикова гимназия от 1992 до 1995 г. През 2000 г. завършва НАТФИЗ „Кръстьо Сарафов“ със специалност „Актьорско майсторство“ за куклен театър в класа на проф. Пламен Кьорленски.

## Актьорска кариера
През 2001 г. играе Лили в „Пук“ на Валери Петров в ДКТ „Иван Димов“. В периода 2001 – 2002 г. е част от трупата „Йо-хо-хо“ в представлението „Крал Етълбърт и Веселият нехранимайко“ с режисьор Явор Гигов. През 2003 г. играе в Държавен куклен театър – „Стара Загора“ в „Змей“ под режисурата на Теодора Попова. През 2004 – 2006 г. взима участие в „Мечо Пух“ и „Тигър в гората на Пух“ за театър „Ариел“ с режисьор Анастасия Маршавелова. От 2003 г. понастоящем работи в театър „Никои“ и участва в „Туп-туп“ и „1.67“ на режисьора Магдалена Митева.
Известна е с ролята на вещицата Титания в телевизионните сериали „Приказки за физиката“ и „Приказки за астрономията“ за БНТ в периода 2002 – 2007 г.

## Кариера на озвучаваща актриса
Гавазова се занимава с озвучаване на филми и сериали от 2001 г. Първият филм, за който дава гласа си, е „Таласъми ООД“, където озвучава героинята Силия, а по-активно навлиза в дублажите през 2005 г. Първите ѝ сериали са „Тролчетата“ за Нова телевизия и „Сабрина младата вещица“ за GTV. Озвучава още в сериали като „Стъпка по стъпка“, „Слайдърс“, „Свръхестествено“ (в първи сезон), „Терминатор: Хрониките на Сара Конър“ (във втори сезон), „Теория за Големия взрив“, „Медикоптер 117“, „Морски патрул“, „Незабравима“, „Биг Тайм Ръш“ (дублаж на Александра Аудио), „Ханк Зипзър“, „Такси: Бруклин“ (дублаж на Диема Вижън) както и анимационни поредици като „Истинските ловци на духове“, „Малката русалка“ (дублаж на Арс Диджитал Студио), „Спайдър-Мен до краен предел“, „Малките титани“, „Луди за връзване“ и „Финиъс и Фърб“ (дублаж на Арс Диджитал Студио).
Тя е гласът на Диема Фемили.
През 2022 г. Гавазова получава номинация за наградата „Икар“ в категория „най-добър дублаж (актриса)“ за ролята на Елив в „Намери ме“, заедно с Ася Рачева за д-р Бедилия в „Ханибал“ и Йорданка Илова за Азизе в „Не пускай ръката ми“.
| Актриса           | Заглавия | Роли                                              |
| ----------------- | --- | ------------------------------------------------- |
| Абигейл Бреслин   | Прекрасният живот на Хелън Харис Земята на зомбитата: Двойна проверка                                                                                | Сара Дейвис Литъл Рок                             |
| Алисън Джени      | 10 неща, които мразя у теб Джуно Оскари 2019 | Г-ца Пърки Бренда „Брен“ Макгъф Себе си           |
| Габриел Ануар     | Усещане за жена (дублаж на Диема Вижън) За любов или пари                                                                                            | Дона Анди Харт                                    |
| Елизабет Банкс    | LEGO: Филмът (втори дублаж) Пауър Рейнджърс | Уайлдстайл Рита Репулса                           |
| Ема Стоун         | Рокаджията Лесна, А? | Амелия Стоун Олив Пендъргаст                      |
| Емили Мортимър    | Розовата пантера (дублаж на TV7) Розовата пантера 2 (дублаж на TV7) Изобретението на Хюго (дублаж на Диема Вижън)                                    | Никол Нуво Дюран Лизет                            |
| Катрин Хикс       | Стар Трек IV: Пътуване към вкъщи Турбулентност | Д-р Джилиън Тейлър Маги                           |
| Кенди Майло       | Скуби-Ду и Чудовището от Мексико (дублаж на Диема Вижън) Луди за връзване (във втори сезон на Арс Диджитал Студио)                                   | Шарлийн Задавия                                   |
| Кари Куун         | Не казвай сбогом (дублаж на Диема Вижън) Вдовици Ловци на духове: Наследство                                                                         | Марго „Го“ Дън Аманда Кали Спенглър               |
| Кристин Ченоует   | Омагьосване (дублаж на Диема Вижън) Розовата пантера                                                                                                 | Мария Кели Шери                                   |
| Кристен Шол       | Вечеря за идиоти (дублаж на Диема Вижън) Последният човек на Земята                                                                                  | Сузана Каръл Пилбейжиън                           |
| Лесли Ман         | Кабелджията (дублаж на Диема Вижън) Баща мечта (дублаж на Арс Диджитал Студио)                                                                       | Робин Харис Корин Малоуни                         |
| Мелиса Джоун Харт | Сабрина младата вещица Коледа в белезници | Сабрина Спелман Гертруд „Труди“ Чандлър           |
| Мери-Луис Паркър  | Клиентът (дублаж на bTV) Бесни страшни пенсии | Даян Суей Сара Рос                                |
| Мишел Уилямс      | Венъм Венъм 2: Време е за Карнидж | Ан Уейинг                                         |
| Октавия Спенсър   | Теория за Големия взрив (дублаж на bTV) Колибата Златен глобус 2018                                                                                  | Октавия Папа Себе си                              |
| Реджина Кинг      | Таткова градина (дублаж на Арс Диджитал Студио) Професия блондинка 2 (дублаж на Диема Вижън) Теория за Големия взрив (без осми сезон)                | Ким Хинтън Грейс Роситър Джанин Дейвис            |
| Росарио Доусън    | Добре дошли в джунглата (дублаж на Диема Вижън) Град на греха: Жена, за която да убиваш (дублаж на Диема Вижън) Земята на зомбитата: Двойна проверка | Мариана Гейл Невада                               |
| Сабрина Лойд      | Слайдърс Спортна вечер | Уейд Уелс Натали Хърли                            |
| Съмър Глау        | Мисия Серенити Терминатор: Хрониките на Сара Конър (във втори сезон) Теория за Големия взрив (дублаж на bTV)                                         | Ривър Там Камерън Филипс/Алисън Янг Себе си       |
| Тара Стронг       | Малките титани Биг Тайм Ръш (дублаж на Александра Аудио)                                                                                             | Гарван, Еластичното момиче и Кол Госпожица Колинс |
| Тия Карере        | Търсач на реликви (дублаж на TV7) Лило и Стич | Сидни Фокс Госпожа Кекоа                          |
| Упи Голдбърг      | Стар Трек: Космически поколения Костенурките нинджа (дублаж на Диема Вижън) Оскари 2021                                                              | Гиган Бернадет Томпсън Себе си                    |
| Хедър Греъм       | Боуфингър (дублаж на Диема Вижън) Приключенията на Джуди Муди                                                                                        | Дейзи Леля Опал                                   |

## Други дейности
От ноември 1998 г. до юни 1999 г. е радиоводещ в радио Тангра. От 1998 до 2000 г. включително превежда книги за издателствата Плеяда и Ера.
От 2001 до 2006 г. прави преводи за анимационни поредици с нахсинхронен дублаж за студио Александра Аудио, като „Херкулес“, „Лило и Стич: Сериалът“, „Ким Суперплюс“ и няколко от продълженията на „Новите приключения на Мечо Пух“ – „Мечо Пух: Сезони на щедрост“ и „Големият филм за Прасчо“, както и епизоди от самия сериал, издадени на DVD-та под заглавието „Вълшебният свят на Мечо Пух“.
Сред пълнометражните анимационни филми с неин превод са „Бамби“, „Аладин и завръщането на Джафар“, „Аладин и царят на разбойниците“, „Див живот“, „Мадагаскар“, „Затура“ и други.

## Личен живот
Има две дъщери.